# Erik Meijer
Pour les articles homonymes, voir Meijer.
Erik Meijer, est un footballeur néerlandais né le 2 août 1969 à Meerssen qui évoluait au poste d'attaquant. Il devient par la suite entraîneur-adjoint.

## Carrière
- 1987-1989 : Fortuna Sittard  Pays-Bas
- 1989-1990 : Royal Antwerp  Belgique
- 1989-1990 : Eindhoven VV  Pays-Bas
- 1990-1991 : Fortuna Sittard  Pays-Bas
- 1991-1993 : MVV Maastricht  Pays-Bas
- 1993-1995 : PSV Eindhoven  Pays-Bas
- 1995-1996 : KFC Uerdingen   Allemagne
- 1996-1999 : Bayer Leverkusen  Allemagne
- 1999-2001 : Liverpool  Angleterre
- 2000-2001 : Preston North End  Angleterre
- 2000-2003 : Hambourg SV  Allemagne
- 2003-2006 : Alemannia Aachen  Allemagne

## Palmarès
- 1 sélection et 0 but avec l'équipe des Pays-Bas en 1993.

- Notices d'autorité :   - VIAF
  - GND